# Курпиль, Ладислаус
Ладислаус Курпиль (нем. Ladislavs Kurpiel; 13 ноября 1883, Прага, Цислейтания или Львов, Цислейтания — 24 июня 1930, Прага) — австрийский футболист, игравший на позиции защитника и полузащитника.
Выступал, в частности, за клубы ДФК Прага и «Виенна Футбол», а также национальную сборную Австрии.

## Клубная карьера
Во взрослом футболе дебютировал в 1897 году выступлениями за клуба ДФК Прага, в котором провел шесть сезонов. В 1903 году присоединился к составу клуба «Виенна Футбол». Сыграл за венскую команду следующий сезон своей игровой карьеры.
В 1904 году вернулся в клуб ДФК Прага, за который сыграл следующие 9 сезонов. Клуб принадлежал к австрийской футбольной ассоциации в Праге и в сезоне 1912/13 стал победителем Австрийской лиги в Богемии.
Умер 24 июня 1930 года в городе Праге на 47-м году жизни от инсульта.

## Выступления за сборную
В составе национальной сборной Австрии Курпиль дебютировал в Вене 7 июня 1906 года в игре против сборной Германии, которая завершилась со счетом 3:2. В течение карьеры в национальной команде, которая длилась 5 лет, провел в форме главной команды страны 8 матчей.
Был участником футбольного турнира Олимпийских игр 1912 года, в котором Австрия со счетом 5: 1 переиграла сборную Германии. В следующем раунде команда уступила сборной Нидерландов — 1: 3. Ещё три матча австрийская сборная сыграла в утешительном турнире, где победила Норвегию (1: 0) и Италию (5: 1, Курпиль в это игре участия не принимал), и уступила Венгрии (0: 3).

## Титулы и достижения
ДФК Прага
- Серебряный призёр Чемпионата Германии: 1902/1903[5]